# Edmund Kruppik
Edmund Kruppik (ur. 8 sierpnia 1890 w Skrzetuszu, zm. 30 września 1944 w Groß-Rosen) – kapitan artylerii Wojska Polskiego, kawaler Orderu Virtuti Militari.

## Życiorys
Urodził się w rodzinie Jana i Weroniki z domu Surma. Absolwent gimnazjum w Rogoźnie. Po zdaniu matury pracował w rolnictwie. W 1913 został powołany do armii cesarstwa niemieckiego. Służbę odbywał w 41 pułku artylerii polowej w Głogowie. Wraz z pułkiem wyruszył na I wojnę światową. W trakcie konfliktu został mianowany podporucznikiem, dowodził baterią. Był czterokrotnie ranny. Po wyleczeniu z ran wstąpił do wojsk powstańczych w Poznaniu. Brał udział w formowaniu 2 pułku artylerii polowej wielkopolskiej. Objął dowództwo 7 baterii. 13 kwietnia 1919 został awansowany do stopnia porucznika. Brał udział w walkach na Froncie Wielkopolskim. 30 stycznia 1920 na czele 3 baterii 17 pułku artylerii polowej wyruszył na Front Litewsko-Białoruski wojny polsko-bolszewickiej. 8 lipca 1920 w trakcie walk pod Puzyrami, wyniósł śmiertelnie rannego księdza Skorupkę spod ognia nieprzyjaciela. 16 lipca 1920 pod Gieranonami wraz ze swoją baterią, otoczoną z trzech stron przez bolszewików, prowadząc ostrzał do ostatniego pocisku, umożliwił odwrót XXXIII i XXXIV Brygady Piechoty. Za te czyny został odznaczony Krzyżem Srebrnym Orderu Virtuti Militari. 14 października 1920 awansował do stopnia kapitana. Do końca 1920 dowodził baterią zapasową 17 pap. Następnie urlopowany z wojska i 9 lutego 1922 przeniesiony w stan spoczynku. W wyniku parcelacji, otrzymał majątek w Połajewie. Był również zarządcą innym posiadłości ziemskich. W latach 1939–1940 był urzędnikiem w majątku Budziaki koło Środy Wielkopolskiej. Nawiązał kontakty z Narodową Organizacją Bojową, a następnie wszedł w skład sztabu Inspektoratu Rejonowego Armii Krajowej w Środzie Wkpl. Był przewidziany na dowódcę odtwarzanego 68 pułku piechoty AK. 22 lutego 1944 został aresztowany przez Niemców. Po ciężkim śledztwie, został przewieziony do obozu Groß-Rosen i tam zamordowany.

## Życie prywatne
Żonaty dwukrotnie. Po śmierci pierwszej małżonki, Stanisławy Kluge, poślubił Mieczysławę Przybyszewską. Miał trzech synów – Eugeniusza (zmarł w wieku niemowlęcym), Zbigniewa (ur. 1 lipca 1923 – żołnierz AK, zginął w 1945) i Jana (ur. 22 listopada 1935 – kapitan Żeglugi Wielkiej) 

## Ordery i odznaczenia
- Krzyż Srebrny Orderu Virtuti Militari nr 2118[1].
- Srebrny Krzyż Zasługi